# トレインタ・イ・トレス県
トレインタ・イ・トレス県（トレインタ・イ・トレスけん、西: Departamento de Treinta y Tres）はウルグアイ東部に位置し、ウルグアイを構成する県の一つ。県都はトレインタ・イ・トレス。
県名の「トレインタ・イ・トレス」はスペイン語で「33」を意味し、19世紀に存在した33人の東方人に敬意を表して名付けられた。

## 主な都市
人口は2011年の国勢調査による。
| 都市                               | 人口   |
| ---------------------------------- | ------ |
| エヒド・デ・トレインタ・イ・トレス | 6,782  |
| サンタ・クララ・デ・オリマル       | 2,341  |
| セロ・チャート                     | 1,661  |
| トレインタ・イ・トレス             | 25,477 |
| ビジャ・サラ                       | 1,199  |
| ヘネラル・エンリケ・マルティネス   | 1,430  |
| ベルガラ                           | 3,810  |